# Bupràsion
Bupràsion (en grec antic Βουπράσιον) era una ciutat situada a l'Èlida, a l'antiga Grècia, la capital dels epeus, que Homer menciona en diverses ocasions. La inclou al "Catàleg de les naus" de la Ilíada, on diu que van aportar deu naus a la guerra de Troia, en un contingent manat per Talpi i el seu germà Amfímac.
Sembla que estava situada a la riba esquerra del riu Larissos, vora la frontera amb Acaia. La ciutat ja no existia en època d'Estrabó, que diu que amb aquest nom es coneixia una regió que es trobava al camí que portava d'Elis a Dime.